# Don Biggs
Donald R. Biggs (Kanada, Ontario, Mississauga, 1965. április 7. –) profi jégkorongozó.

## Karrier
Komolyabb junior karrierjét 1982-ben kezdte az OHL-es Oshawa Generalsban 17 évesen. Itt egészen 1985-ig játszott. Közben az 1983-as NHL-drafton a Minnesota North Stars kiválasztotta a nyolcadik kör 156. helyén. Az 1984–1985-ös idényben mutatkozott be az NHL-ben a Minnesota North Starsban de csak egy mérkőzésen léphetett jégre. Ezután leküldték az AHL-es Springfield Indiansba. 1985 és 1989 között csak az AHL-ben játszott. Legjobb idényében 103 pontot szerzett. Két idény a Nova Scotia Oilersben, két idény a Hershey Bearsben. 1989–1990-ben a Philadelphia Flyers leigazolta, de csak 11 mérkőzésen lépett pályára az NHL-ben. A rövid NHL-es élmény után megint az AHL következett. Visszaküldték a Hershey Bearsbe majd onnan a Rochester Americanshoz került egy idényre majd két idényt a Binghamton Rangersben töltött. Az 1992–1993-as idényben az AHL-ben 78 mérkőzésen 138 pontot szerzett. 1993 és 1998 között az IHL-es Cincinnati Cyclonesban szerepelt. Legjobb idényében 89 pontot szerzett. Végül az IHL-es Utah Grizzliesből vonult vissza 1999-ben. A 2001–2002-es ECHL idényben visszatért a Cincinnati Cyclonesba 35 mérkőzés erejéig.

## Díjai
- Calder-kupa: 1988
- AHL Első All-Star Csapat: 1993
- John B. Sollenberger-trófea: 1993
- Les Cunningham-díj: 1993
- Hockey Ink AHL Player of Year: 1993
- Cincinnati Hockey Hall of Fame: 2003
- Legtöbb pont egy szezonban az AHL-ben: 138, (1993)